# Lavandula latifolia
Lavandula latifolia es un arbusto de la familia de las lamiáceas (Lamiaceae).

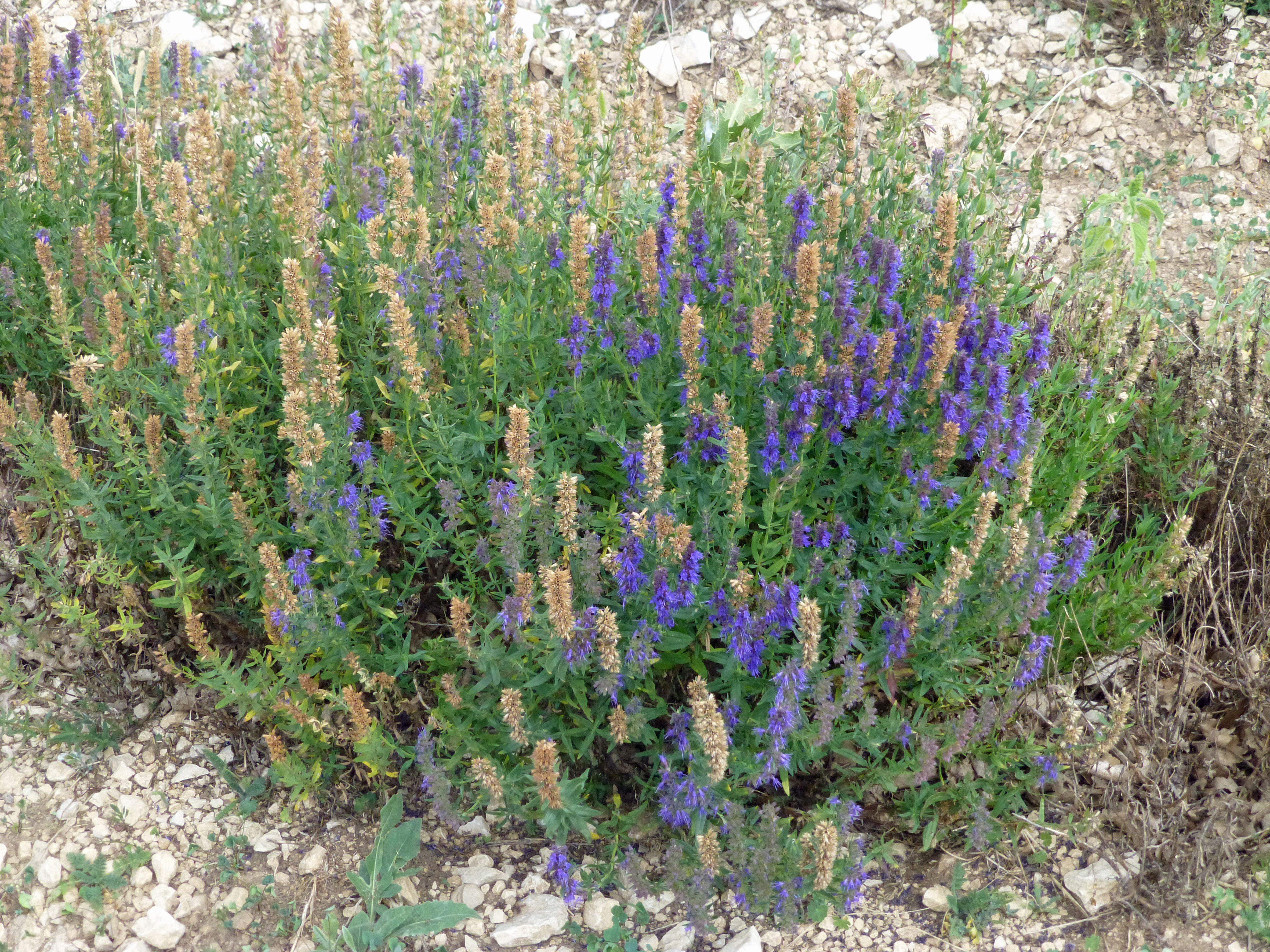
Vista de la planta

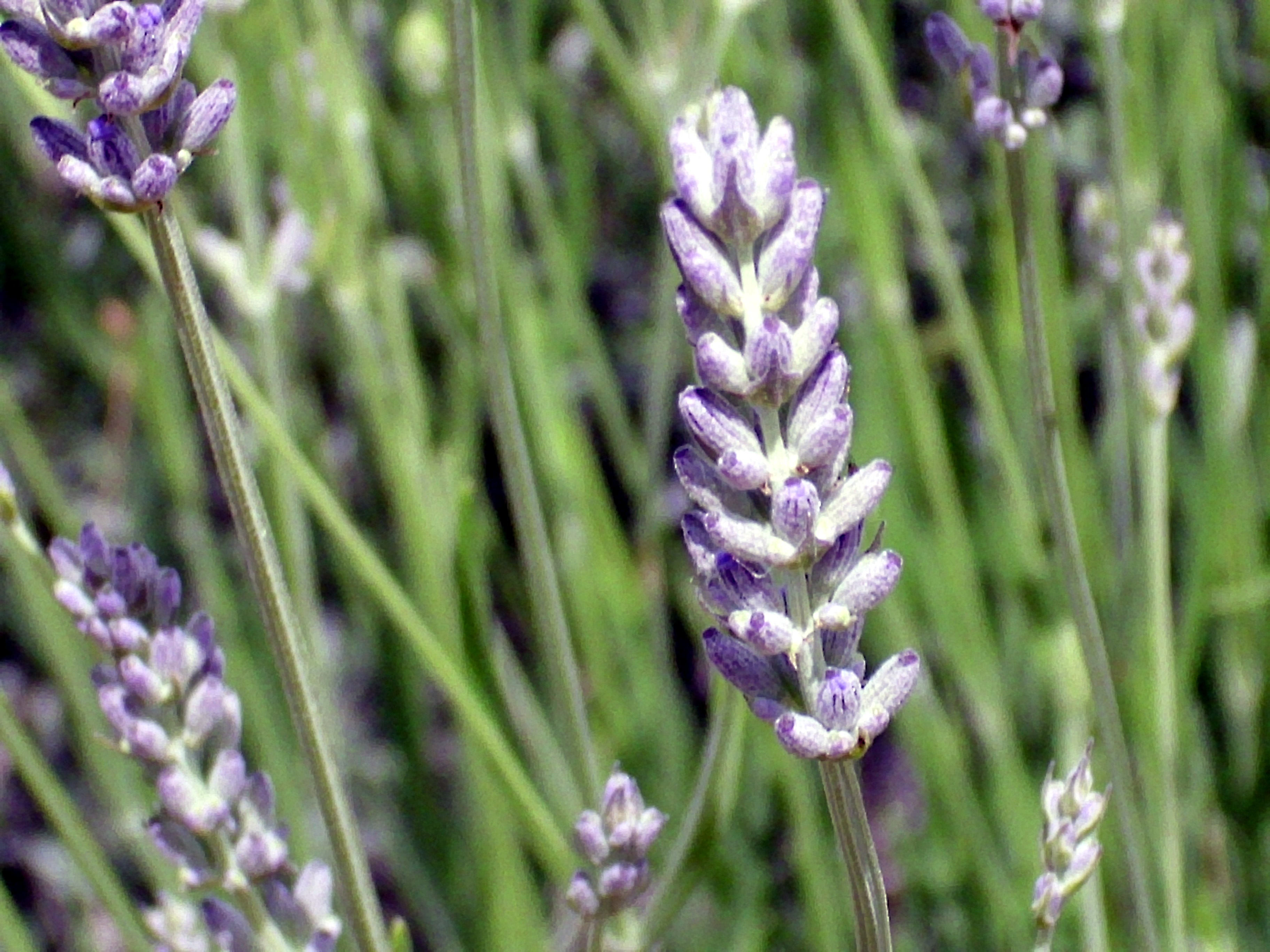
Flores

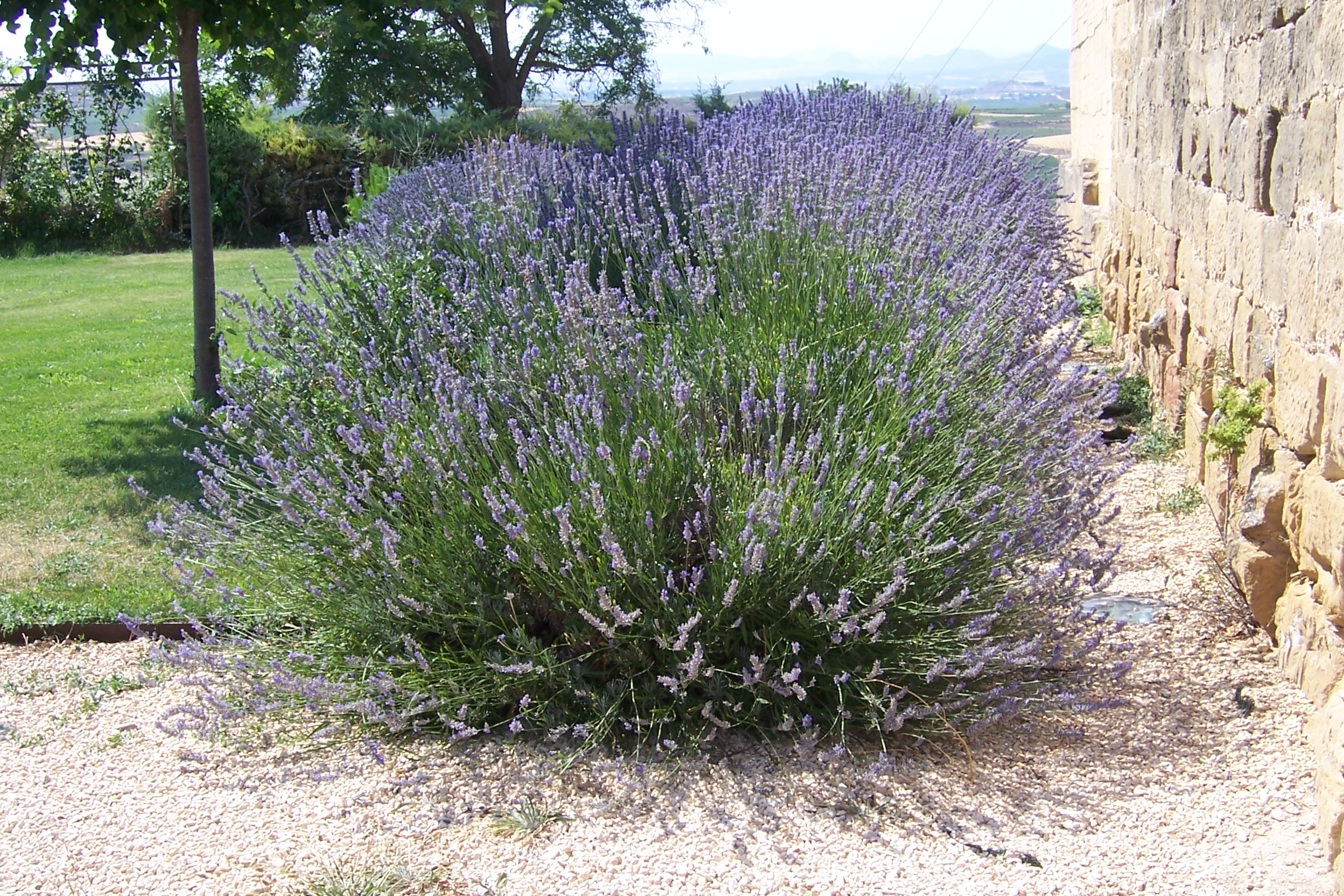
Como planta ornamental

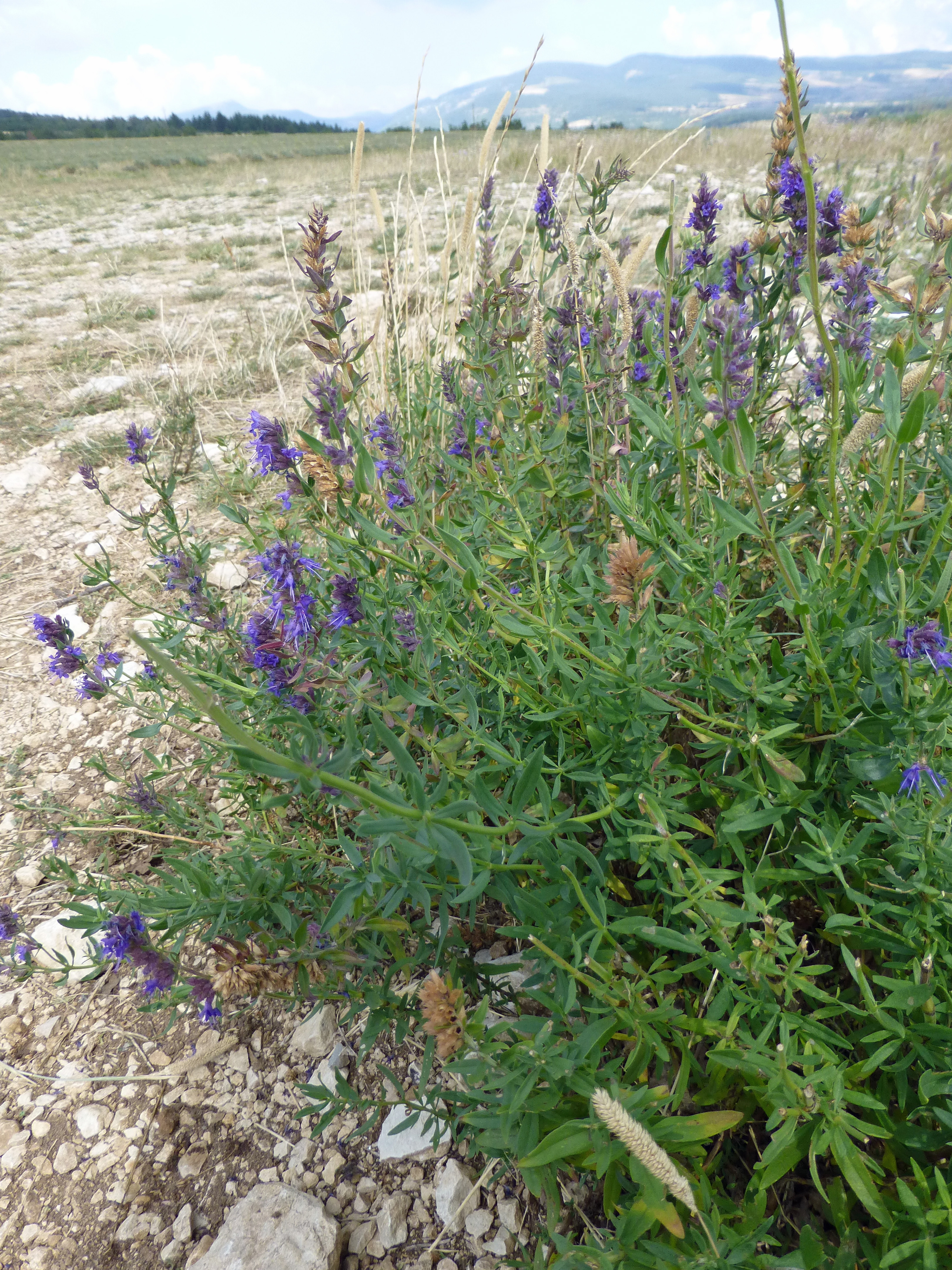
En su hábitat

## Distribución
Está presente en comunidades de zonas montañosas en matorrales del sur de Inglaterra, Francia y España (Pirineos, zona oriental de Andalucía: Almería, Granada, Jaén, Málaga y Cádiz y en las montañas que separan Valencia de Aragón y de Cataluña entre otros), donde conviven Lavandula latifolia y Lavandula spica, abriendo las primeras flores L. latifolia, y L. spica acabando la floración.
El aroma de Lavandula latifolia es más intenso y pungente que el de Lavandula spica, con un dejo de alcanfor; por esta razón se las cultiva en campos separados.

## Descripción
Lavandula latifolia es un arbusto perenne en forma de mata. Alcanza los 80 cm de altura. Las hojas son lineales-oblongas, de unos 10 cm de longitud. Las flores (las cuales son polinizadas por diferentes insectos) son perfumadas, hermafroditas y de color azul o violeta; aparecen en agosto y se producen en espigas terminales. Toda la planta desprende un olor alcanforado.

## Composición química
La esencia de Lavandula latifolia contiene linalol, alcanfor y 1,8-cineol como constituyentes principales.
- d-alcanfor (36%)
- 1-8 cineol (33%)
- d-borneol (4%) (sustancia conocida como canfora de Borneo, de fórmula C
10H
18O)
- alfa pineno (4%)
- beta pineno (3%)
- cariofileno (2%)
- d-canfeno (2%)
- guaiazuleno 2%
- lineol
- geraniol

## Usos medicinales
- La lavanda Lavandula latifolia tiene características medicinales similares a la lavanda común (Lavandula angustifolia). Produce también un aceite esencial, aunque de inferior calidad. El aceite esencial obtenido de las flores es abortivo[cita requerida], antibacteriano y antiséptico, y puede ser utilizado con fines de aromaterapia.
- Es utilizada vía tópica para tratar heridas, quemaduras, picaduras, etc. También puede ser utilizada para tratar desórdenes digestivos y del sistema inmunitario.
- Se debe recordar que las esencias pueden producir gastritis y úlcera péptica, reacciones alérgicas y, en dosis elevadas, dolor de cabeza, náuseas, vómitos y somnolencia; razón por la cual, para su uso, se debe tener consejo médico o farmacéutico.

## Taxonomía
Lavandula latifolia fue descrita por Philip Miller y publicado en The Gardeners Dictionary: . . . eighth edition no. 2. 1768.
Etimología
Lavandula: nombre genérico que se cree que deriva del francés antiguo lavandre y en última instancia del latín lavare (lavar), refiriéndose al uso de infusiones de las plantas. El nombre botánico Lavandula como el usado por Linneo se considera derivado de este y otros nombres comunes europeos para las plantas. Sin embargo, se sugiere que esta explicación puede ser apócrifa, y que el nombre en realidad puede ser derivado del latín livere, "azulado".
latifolia: epíteto latíno que significa "con hojas anchas".
Sinonimia
- Lavandula spica subsp. latifolia Bonnier y Layens [1894]
- Lavandula latifolia var. tomentosa Briq. [1895]
- Lavandula latifolia var. erigens (Jord. y Fourr.) Rouy [1909]
- Lavandula interrupta Jord. y Fourr. [1868]
- Lavandula inclinans Jord. y Fourr. [1868]
- Lavandula guinandii Gand. [1875]
- Lavandula decipiens Gand. [1875]
- Lavandula cladophora Gand.[6]
- Lavandula spica var. vulgaris Ging., Hist. Nat. Lavand.: 154 (1826), nom. inval.
- Lavandula major Garsault, Fig. Pl. Méd.: t. 330 (1764), opus utique oppr.
- Lavandula spica var. ramosa Ging., Hist. Nat. Lavand.: 154 (1826).
- Lavandula ovata Steud., Nomencl. Bot., ed. 2, 2: 17 (1841).
- Lavandula erigens Jord. y Fourr., Brev. Pl. Nov. 2: 88 (1868).
- Lavandula hybrida E.Rev. ex Briq., Lab. Alp. Mar.: 469 (1895).[7]

## Nombre común
Ahucema, ahusema, alfazema, alhucema (22), alhusema, alucema, ancema, árnica de monte, aucema, azucema, barbayo, boja esplieguera, ehpliegu, espigola, espigolina (2), espigón, espilego, esplego, espliego (39), espliego macho, espligo (4), esprego, espriego, espígol (2), espígola, jalveo, jucema, jucena, lavanda (9), lavanda macho, lavandín, lavándula (2), lucema (2), madreselva, respliego (2), sielva, sielva esplieguera, sielva negra, sielva negral, sierva, sierva esplieguera, ucema, yerba conejera. Los números entre paréntesis corresponden a la frecuencia de uso del vocablo en España.